# گل‌کوب نواری
گل‌کوب نواری (نام علمی: Dicaeum aeruginosum) نام یک گونه از سرده گل‌کوب‌های اصلی است.